# Llista d'asteroides/143801-143900
| Nom      | Designació provisional | Data de descobriment   | Lloc de descobriment | Descobridor/s |
| -------- | ---------------------- | ---------------------- | -------------------- | ------------- |
| 143801 - | 2003 WR116             | 20 de novembre de 2003 | Socorro              | LINEAR        |
| 143802 - | 2003 WV117             | 20 de novembre de 2003 | Socorro              | LINEAR        |
| 143803 - | 2003 WA119             | 20 de novembre de 2003 | Socorro              | LINEAR        |
| 143804 - | 2003 WE119             | 20 de novembre de 2003 | Socorro              | LINEAR        |
| 143805 - | 2003 WZ122             | 20 de novembre de 2003 | Socorro              | LINEAR        |
| 143806 - | 2003 WD123             | 20 de novembre de 2003 | Socorro              | LINEAR        |
| 143807 - | 2003 WY126             | 20 de novembre de 2003 | Socorro              | LINEAR        |
| 143808 - | 2003 WG127             | 20 de novembre de 2003 | Socorro              | LINEAR        |
| 143809 - | 2003 WN127             | 20 de novembre de 2003 | Socorro              | LINEAR        |
| 143810 - | 2003 WR127             | 20 de novembre de 2003 | Socorro              | LINEAR        |
| 143811 - | 2003 WE130             | 21 de novembre de 2003 | Socorro              | LINEAR        |
| 143812 - | 2003 WW131             | 19 de novembre de 2003 | Anderson Mesa        | LONEOS        |
| 143813 - | 2003 WO136             | 21 de novembre de 2003 | Socorro              | LINEAR        |
| 143814 - | 2003 WP136             | 21 de novembre de 2003 | Socorro              | LINEAR        |
| 143815 - | 2003 WR136             | 21 de novembre de 2003 | Socorro              | LINEAR        |
| 143816 - | 2003 WC137             | 21 de novembre de 2003 | Socorro              | LINEAR        |
| 143817 - | 2003 WJ137             | 21 de novembre de 2003 | Socorro              | LINEAR        |
| 143818 - | 2003 WF138             | 21 de novembre de 2003 | Socorro              | LINEAR        |
| 143819 - | 2003 WJ138             | 21 de novembre de 2003 | Socorro              | LINEAR        |
| 143820 - | 2003 WS139             | 21 de novembre de 2003 | Socorro              | LINEAR        |
| 143821 - | 2003 WR141             | 21 de novembre de 2003 | Socorro              | LINEAR        |
| 143822 - | 2003 WC142             | 21 de novembre de 2003 | Socorro              | LINEAR        |
| 143823 - | 2003 WU142             | 21 de novembre de 2003 | Socorro              | LINEAR        |
| 143824 - | 2003 WX145             | 21 de novembre de 2003 | Socorro              | LINEAR        |
| 143825 - | 2003 WK147             | 23 de novembre de 2003 | Kitt Peak            | Spacewatch    |
| 143826 - | 2003 WH148             | 24 de novembre de 2003 | Anderson Mesa        | LONEOS        |
| 143827 - | 2003 WM150             | 24 de novembre de 2003 | Anderson Mesa        | LONEOS        |
| 143828 - | 2003 WP150             | 24 de novembre de 2003 | Anderson Mesa        | LONEOS        |
| 143829 - | 2003 WP151             | 19 de novembre de 2003 | Socorro              | LINEAR        |
| 143830 - | 2003 WV152             | 26 de novembre de 2003 | Socorro              | LINEAR        |
| 143831 - | 2003 WH157             | 30 de novembre de 2003 | Socorro              | LINEAR        |
| 143832 - | 2003 WQ159             | 29 de novembre de 2003 | Catalina             | CSS           |
| 143833 - | 2003 WB161             | 30 de novembre de 2003 | Kitt Peak            | Spacewatch    |
| 143834 - | 2003 WV167             | 19 de novembre de 2003 | Palomar              | NEAT          |
| 143835 - | 2003 WG181             | 20 de novembre de 2003 | Socorro              | LINEAR        |
| 143836 - | 2003 XL1               | 1 de desembre de 2003  | Kitt Peak            | Spacewatch    |
| 143837 - | 2003 XO7               | 1 de desembre de 2003  | Socorro              | LINEAR        |
| 143838 - | 2003 XT7               | 3 de desembre de 2003  | Socorro              | LINEAR        |
| 143839 - | 2003 XL16              | 14 de desembre de 2003 | Palomar              | NEAT          |
| 143840 - | 2003 XA18              | 14 de desembre de 2003 | Kitt Peak            | Spacewatch    |
| 143841 - | 2003 XN20              | 14 de desembre de 2003 | Kitt Peak            | Spacewatch    |
| 143842 - | 2003 XY24              | 1 de desembre de 2003  | Socorro              | LINEAR        |
| 143843 - | 2003 XG36              | 3 de desembre de 2003  | Socorro              | LINEAR        |
| 143844 - | 2003 XW37              | 4 de desembre de 2003  | Socorro              | LINEAR        |
| 143845 - | 2003 XT38              | 4 de desembre de 2003  | Socorro              | LINEAR        |
| 143846 - | 2003 YA3               | 16 de desembre de 2003 | Anderson Mesa        | LONEOS        |
| 143847 - | 2003 YO4               | 17 de desembre de 2003 | Kitt Peak            | Spacewatch    |
| 143848 - | 2003 YZ5               | 16 de desembre de 2003 | Anderson Mesa        | LONEOS        |
| 143849 - | 2003 YG6               | 17 de desembre de 2003 | Socorro              | LINEAR        |
| 143850 - | 2003 YV6               | 17 de desembre de 2003 | Socorro              | LINEAR        |
| 143851 - | 2003 YK7               | 17 de desembre de 2003 | Palomar              | NEAT          |
| 143852 - | 2003 YR7               | 20 de desembre de 2003 | Nashville            | R. Clingan    |
| 143853 - | 2003 YX7               | 20 de desembre de 2003 | Socorro              | LINEAR        |
| 143854 - | 2003 YT8               | 19 de desembre de 2003 | Socorro              | LINEAR        |
| 143855 - | 2003 YC9               | 20 de desembre de 2003 | Socorro              | LINEAR        |
| 143856 - | 2003 YN10              | 17 de desembre de 2003 | Socorro              | LINEAR        |
| 143857 - | 2003 YU11              | 17 de desembre de 2003 | Socorro              | LINEAR        |
| 143858 - | 2003 YH12              | 17 de desembre de 2003 | Socorro              | LINEAR        |
| 143859 - | 2003 YD13              | 17 de desembre de 2003 | Anderson Mesa        | LONEOS        |
| 143860 - | 2003 YL13              | 17 de desembre de 2003 | Anderson Mesa        | LONEOS        |
| 143861 - | 2003 YP13              | 17 de desembre de 2003 | Catalina             | CSS           |
| 143862 - | 2003 YW13              | 17 de desembre de 2003 | Catalina             | CSS           |
| 143863 - | 2003 YC15              | 17 de desembre de 2003 | Socorro              | LINEAR        |
| 143864 - | 2003 YN15              | 17 de desembre de 2003 | Socorro              | LINEAR        |
| 143865 - | 2003 YG16              | 17 de desembre de 2003 | Anderson Mesa        | LONEOS        |
| 143866 - | 2003 YH16              | 17 de desembre de 2003 | Anderson Mesa        | LONEOS        |
| 143867 - | 2003 YZ16              | 17 de desembre de 2003 | Palomar              | NEAT          |
| 143868 - | 2003 YA18              | 16 de desembre de 2003 | Anderson Mesa        | LONEOS        |
| 143869 - | 2003 YM20              | 17 de desembre de 2003 | Kitt Peak            | Spacewatch    |
| 143870 - | 2003 YO22              | 18 de desembre de 2003 | Socorro              | LINEAR        |
| 143871 - | 2003 YK23              | 17 de desembre de 2003 | Socorro              | LINEAR        |
| 143872 - | 2003 YU23              | 17 de desembre de 2003 | Anderson Mesa        | LONEOS        |
| 143873 - | 2003 YC24              | 17 de desembre de 2003 | Socorro              | LINEAR        |
| 143874 - | 2003 YO24              | 17 de desembre de 2003 | Kitt Peak            | Spacewatch    |
| 143875 - | 2003 YR24              | 17 de desembre de 2003 | Kitt Peak            | Spacewatch    |
| 143876 - | 2003 YE26              | 18 de desembre de 2003 | Socorro              | LINEAR        |
| 143877 - | 2003 YF26              | 18 de desembre de 2003 | Socorro              | LINEAR        |
| 143878 - | 2003 YG27              | 16 de desembre de 2003 | Črni Vrh             | Črni Vrh      |
| 143879 - | 2003 YV27              | 17 de desembre de 2003 | Socorro              | LINEAR        |
| 143880 - | 2003 YZ28              | 17 de desembre de 2003 | Palomar              | NEAT          |
| 143881 - | 2003 YO29              | 17 de desembre de 2003 | Kitt Peak            | Spacewatch    |
| 143882 - | 2003 YP29              | 17 de desembre de 2003 | Kitt Peak            | Spacewatch    |
| 143883 - | 2003 YB32              | 18 de desembre de 2003 | Kitt Peak            | Spacewatch    |
| 143884 - | 2003 YD34              | 17 de desembre de 2003 | Kitt Peak            | Spacewatch    |
| 143885 - | 2003 YW34              | 18 de desembre de 2003 | Socorro              | LINEAR        |
| 143886 - | 2003 YE35              | 18 de desembre de 2003 | Haleakala            | NEAT          |
| 143887 - | 2003 YJ36              | 18 de desembre de 2003 | Socorro              | LINEAR        |
| 143888 - | 2003 YL40              | 19 de desembre de 2003 | Kitt Peak            | Spacewatch    |
| 143889 - | 2003 YR40              | 19 de desembre de 2003 | Kitt Peak            | Spacewatch    |
| 143890 - | 2003 YE43              | 19 de desembre de 2003 | Kitt Peak            | Spacewatch    |
| 143891 - | 2003 YP43              | 19 de desembre de 2003 | Socorro              | LINEAR        |
| 143892 - | 2003 YU43              | 19 de desembre de 2003 | Socorro              | LINEAR        |
| 143893 - | 2003 YS44              | 19 de desembre de 2003 | Kitt Peak            | Spacewatch    |
| 143894 - | 2003 YT45              | 17 de desembre de 2003 | Socorro              | LINEAR        |
| 143895 - | 2003 YY50              | 18 de desembre de 2003 | Socorro              | LINEAR        |
| 143896 - | 2003 YN55              | 19 de desembre de 2003 | Socorro              | LINEAR        |
| 143897 - | 2003 YV55              | 19 de desembre de 2003 | Socorro              | LINEAR        |
| 143898 - | 2003 YG56              | 19 de desembre de 2003 | Socorro              | LINEAR        |
| 143899 - | 2003 YK56              | 19 de desembre de 2003 | Socorro              | LINEAR        |
| 143900 - | 2003 YJ58              | 19 de desembre de 2003 | Socorro              | LINEAR        |